# Chapada dos Guimarães (ort)
Chapada dos Guimarães är en ort i Brasilien.   Den ligger i kommunen Chapada dos Guimarães och delstaten Mato Grosso, i den centrala delen av landet, 800 km väster om huvudstaden Brasília. Chapada dos Guimarães ligger 827 meter över havet och antalet invånare är 13 650.
Terrängen runt Chapada dos Guimarães är kuperad åt sydost, men åt nordväst är den platt. Chapada dos Guimarães ligger uppe på en höjd som går i öst-västlig riktning. Det finns inga andra samhällen i närheten.
Omgivningarna runt Chapada dos Guimarães är huvudsakligen savann. Runt Chapada dos Guimarães är det ganska tätbefolkat, med 166 invånare per kvadratkilometer.